# Clásica Jaén Paraíso Interior
Clásica Jaén Paraíso Interior  är ett endagslopp i landsvägscykling som avhålls i mitten av februari i den spanska provinsen Jaén i Andalusien. Det kännetecknas av ett dussintal sträckor på grusväg i ett backigt landskap bland provinsens många olivlundar (Jaén producerar mer än hälften av den olivolja som konsumeras i Spanien). Loppet, vars första upplaga hölls 2022, ingår sedan starten i UCI Europe Tour och klassificeras som 1.1. Start och mål har under de tre första upplagorna legat i renässansstäderna Úbeda och Baeza (båda utsedda till världsarv av Unesco), men riktningen, liksom bansträckningen, har växlat.
Dagen innan arrangeraras, sedan 2023, ett lopp för motionärer kallat Gran Fondo Jaén Paraíso Interior.

## Segrare
- 2025  Michał Kwiatkowski
- 2024  Oier Lazkano
- 2023  Tadej Pogačar
- 2022  Aleksej Lutsenko